# Амброз Смол
Амброз Смол (енгл. Ambrose Small; Њумаркет, 11. јануара 1863 — нестао 2. децембра 1919) био је богаташ и власник 11 позоришта у неколико канадских градова, те власник лондонског Гранд театра. Нестао је 2. децембра 1919. и никад није пронађен.

## Нестанак
Дана 1. децембра 1919. продао је неколико позоpишта и зарадио тадашњих 1.700.000 канадских долара (око 22.000.000 у 2014.). Затим је отишао код супруге на вечеру и од тада му се губи сваки траг. Претпоставља се да га је те вечери убила супруга уз помоћ љубавника и да је дала кремирати леш.

## Скептици
Присталице теорије о убиству у полицији су изјавили да Смолов дух лута просторијама лондонског позоришта Гранд театар чији власник био за живота. Случај је истражен и у документарној ТВ-серији Ловци на мистерије, у којој су неки учесници изјавили да су наводно разговарали са Амброзом, који им је казао да га је убио један младић чије име није поменуо (али је једном од саговорника показао фотографију наводног убице), те да је његов леш закопан испод једне врбе у Лондону.